# Horsö-Värsnäs

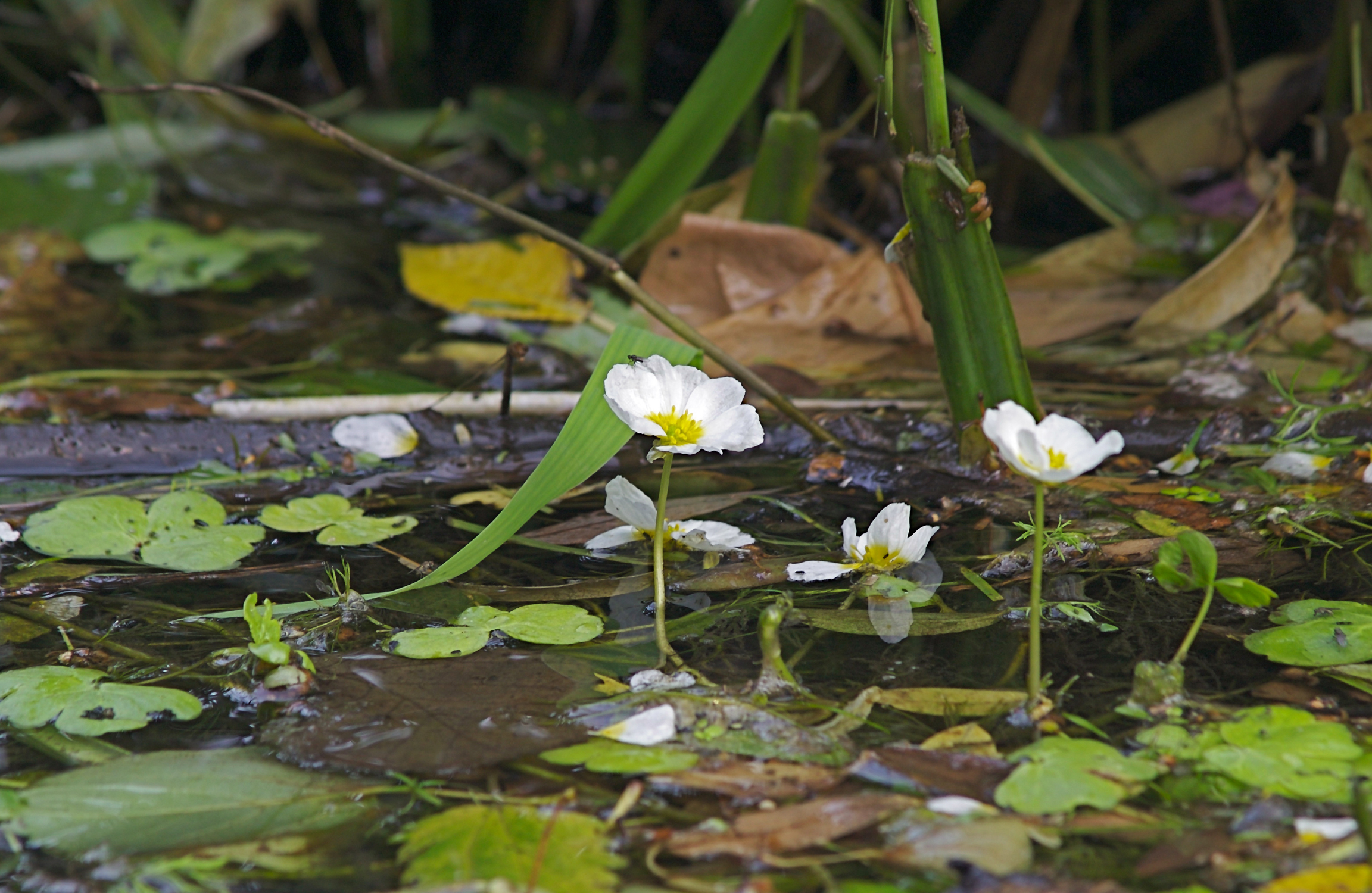
Hjulmöja

Horsö-Värsnäs är ett naturreservat i Kläckeberga socken i Kalmar kommun i Småland (Kalmar län).
Reservatet har två badplatser och en motionsslinga. Reservatet ingår i bevarandeprojektet Natura 2000. Horsö är omgivet av vatten- och vassområden. Värsnäshalvön var öppen hagmark med storvuxna ekar under 1900-talet. Numera är
större delen av halvön bevuxen. Ett 50-tal av ekarna är fridlysta. Några av ekarna finns vid motionsslingans sydöstra hörn.
Idag domineras Värsnäshalvön av olikåldrig barrskog med vissa inslag av olika lövträd.  Det finns många örter i reservatet. Några av dem är harsyra, ekorrbär, liljekonvalj och blåbär. Det finns många stigar i området. Även om ek dominerar landskapet förekommer rönn, lönn, ek, hassel och björk även. Man kan också hitta stenrösen i reservatet.

## Arter

### Insekter
- Ekoxe[3]
- Läderbagge [3]

### Växter
- Axslinga[3]
- Hjulmöja[3]
- Särv[3]
- Kransalger[3]
- Bergsborsting[3]
- Ishavsrödblad[3]
- Blåstång[3]
- Sågtång[3]
- Kräkel[3]

### Fåglar
- Skedand[3]
- Knölsvan[3]
- Skäggdopping[3]
- Skräntärna[3]
- Silvertärna[3]